# Palazzo vescovile (Parma)
Il palazzo vescovile è un edificio dalle forme romaniche situato in piazza Duomo 1 a Parma, di fronte al Duomo; costituisce la sede della Diocesi di Parma e del Museo diocesano di Parma.

## Storia

### Epoca medievale
La prima porzione del palazzo, corrispondente alla torre e ad una parte della facciata su vicolo al Vescovado, fu edificata, secondo la maggior parte degli studiosi, tra il 1045 e il 1055 per volere del vescovo Cadalo, che, in carica a Parma dal 1045 al 1072, fu anche eletto antipapa con il nome di Onorio II dal 1061 al 1064; tuttavia qualche storico ne ipotizza una datazione successiva, tra la fine dell'XI e l'inizio del XII secolo, più precisamente durante l'episcopato di san Bernardo degli Uberti, in carica dal 1106 al 1133.
Nel 1172 il palazzo, dall'aspetto fortemente difensivo, fu sopraelevato e ampliato lungo l'attuale vicolo al Vescovado per volere del vescovo Bernardo II, in carica dal 1169 al 1194.
Un ulteriore e sostanzioso ampliamento avvenne tra il 1232 e il 1234, quando il vescovo Grazia, in carica dal 1224 al 1234, fece erigere l'elegante facciata romanica su piazza Duomo, su progetto di un certo Rolandello o Rolandino, e sopraelevare anche tutto il lato ovest.

### Epoca rinascimentale
Nella seconda metà del XV secolo il vescovo Sagramoro Sagramori, in carica dal 1476 al 1482, fece chiudere il porticato sulla piazza per ricavare una serie di stanze e dipingere con una decorazione a scacchiera il cortile interno.
Pochi anni dopo il vescovo Giovanni Antonio Sangiorgio, in carica dal 1499 al 1509, fece sopraelevare la porzione nord della facciata per parificarla con quella verso sud, eliminando la merlatura e innalzando il cornicione rinascimentale in terracotta; all'interno fece inoltre costruire il loggiato a due piani sui lati sud, ovest e nord del cortile.
La trasformazione in dimora rinascimentale fu accentuata dal cardinale Alessandro Farnese, amministratore perpetuo della Chiesa di Parma dal 1509 e successivamente nominato papa col nome di Paolo III; da allora il palazzo ospitò numerosi personaggi illustri, l'ultimo dei quali fu il duca Ottavio Farnese.

### Epoca barocca
Tra la metà del XVII e l'inizio del XVIII secolo i vescovi Girolamo Corio, in carica dal 1650 al 1651, Carlo Nembrini, dal 1652 al 1677, e Giuseppe Olgiati, dal 1694 al 1711, intervennero aggiungendo alcune decorazioni interne.
Negli anni successivi, durante il lungo episcopato del vescovo Camillo Marazzani, in carica dal 1711 al 1760, il palazzo fu completamente modificato, con l'aggiunta delle facciate barocche e radicali trasformazioni interne, tra cui la ricostruzione dello scalone e soprattutto la chiusura dell'intero loggiato rinascimentale del cortile.

### Epoca novecentesca
Nel 1911 il vescovo Guido Maria Conforti, in carica dal 1907 al 1931, accorgendosi dello stato di grave dissesto statico dell'edificio, avvisò la soprintendenza ai monumenti di Bologna, che avviò tra il 1925 e il 1926 un intervento di restauro della facciata principale e di due campate di quella meridionale, ove furono riportate in luce le trifore medievali; successivamente tra il 1935 e il 1939 furono restaurati il livello terreno dei due prospetti e il salone delle adunanze al primo piano.
Tra il 1957 e il 1959, durante l'episcopato del vescovo Evasio Colli, in carica dal 1932 al 1971, fu restaurato sotto la supervisione della soprintendenza di Bologna il cortile, riportando in vista il loggiato rinascimentale.
Successivamente furono avviate opere di restauro di carattere conservativo, oltre che di consolidamento e manutenzione straordinaria.

## Descrizione

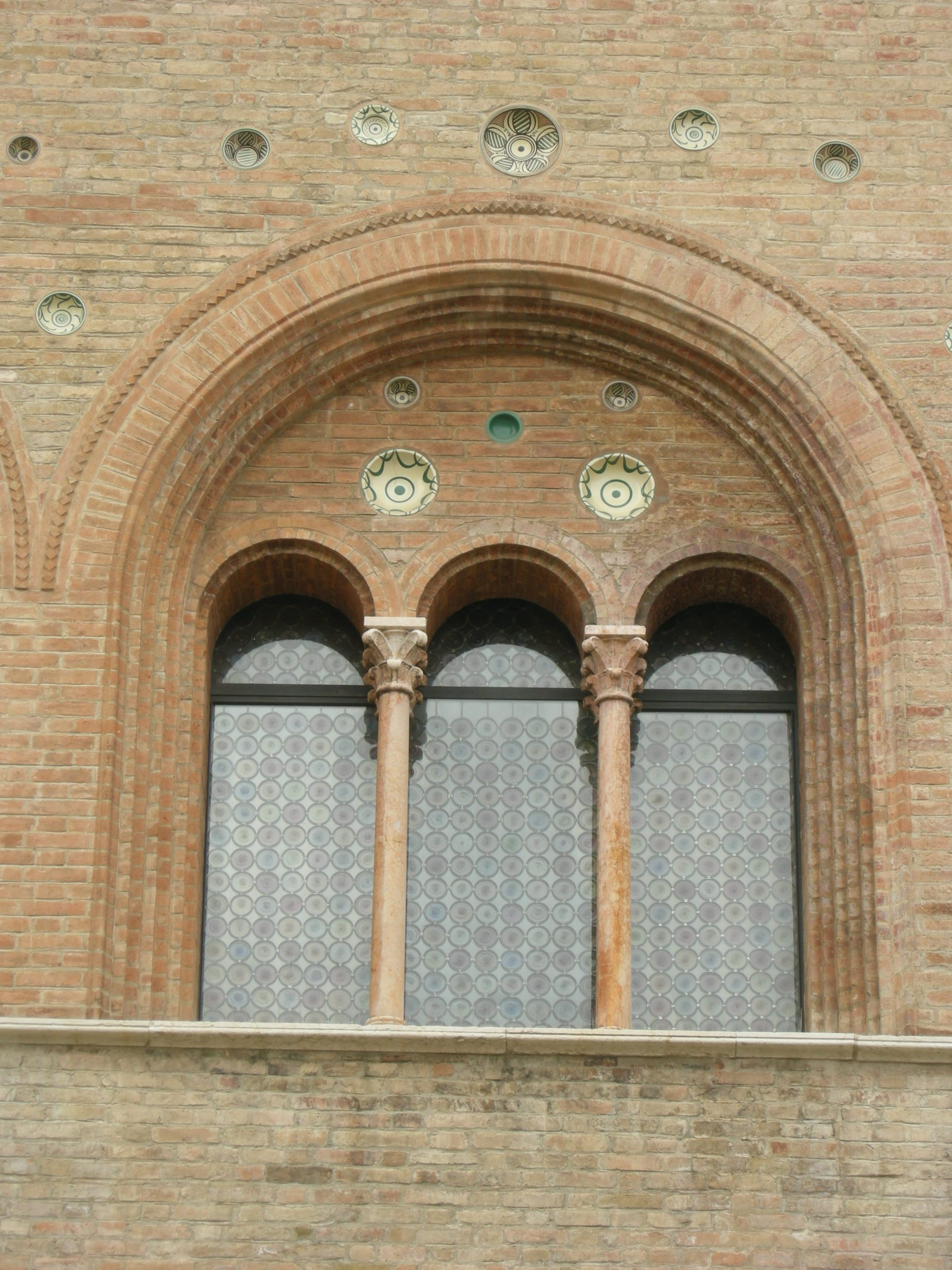
Una trifora medievale del primo piano

L'ampio palazzo si sviluppa attorno al grande cortile centrale, occupando l'intero isolato.
La lunga facciata principale e quella verso sud sono caratterizzate al piano terreno dal porticato con pilastri in grossi conci di pietra, tamponato in epoca rinascimentale; i livelli superiori sono rivestiti in laterizio e arricchiti, al primo piano, da una serie di notevoli trifore romaniche archivoltate, suddivise da sottili colonnine binate in marmo rosso di Verona; nella porzione nord della facciata principale, all'interno e al di sopra dei timpani delle trifore, sono presenti numerose patere in ceramica. Al secondo livello, a eccezione della porzione nord della facciata, in origine più bassa in quanto ricoperta da un terrazzo, è presente un'ulteriore serie di trifore, di dimensioni minori, oltre a due bifore nella zona centrale. A coronamento dei prospetti corre un alto cornicione rinascimentale in terracotta, che si prolunga anche sulla porzione nord, ove tuttavia è presente anche un elegante cornicione medievale poco più in basso.
Il nucleo più antico, affacciato su vicolo al Vescovado, è interamente rivestito in laterizio ed è caratterizzato dalla torre che si innalza nell'angolo nord-ovest, dall'ampio portale ad arco con cornice in blocchi in pietra d'epoca romana e dalle tracce di bifore.
All'interno il grande cortile è contornato dal porticato rinascimentale a colonne in arenaria del piano terreno, su cui si innalza sui tre lati opposti all'ingresso un elegante loggiato; sono presenti due stemmi del vescovo Sangiorgio sul colonnato e le sue iniziali su numerosi architravi. Sul lato est sono inoltre visibili le tracce di due trifore medievali, una delle quali, ancora decorata a tempera, conserva una colonnina in marmo rosso di Verona e un capitello in pietra.
Il Museo diocesano si apre su un'ala del palazzo su vicolo al Vescovado.